# 小山義己
小山 義己（こやま よしみ、1893年（明治26年）2月4日 - 1977年（昭和52年）2月15日）は、大日本帝国陸軍軍人。最終階級は陸軍少将。

## 経歴
1893年（明治26年）に鳥取県で生まれた。陸軍士官学校第27期卒業。1940年（昭和15年）3月9日に陸軍歩兵大佐進級と同時に陸軍歩兵学校教官に着任。同年8月1日に陸軍通信学校教導隊長に転じ、1941年（昭和16年）10月に歩兵第40連隊長（関東軍・第20軍・第25師団）に就任した。
1943年（昭和18年）11月に東京陸軍少年通信兵学校長に就任し、1945年（昭和20年）3月1日に陸軍少将に進級した。同年2月1日に湖南省郴県で編制された独立混成第87旅団（支那派遣軍・第6方面軍・第20軍）の旅団長に3月9日に就任。郴県に駐屯し終戦を迎えた。
1948年（昭和23年）1月31日、公職追放仮指定を受けた。